# Teofilius Matulionis
Teofilius Matulionis (22. června 1873, Molėtai – 20. srpna 1962, Šeduva) byl litevský římskokatolický duchovní, arcibiskup kaišiadoryský, otrávený nejspíše členy KGB. Katolická církev jej uctívá jako blahoslaveného mučedníka.

## Život

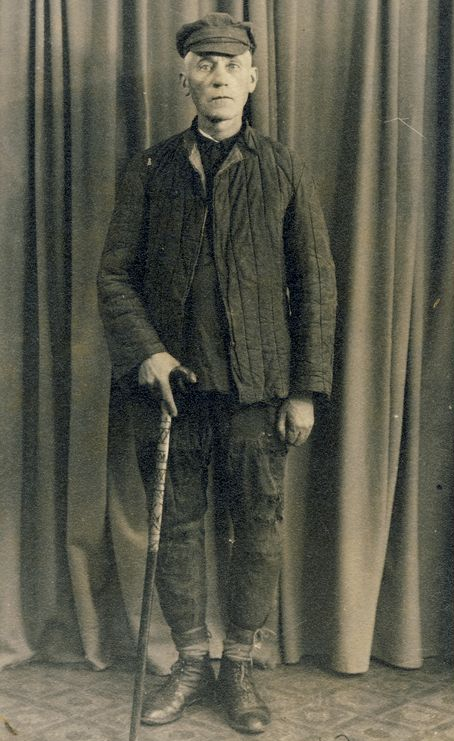
Fotografie z roku 1933

Narodil se dne 22. června 1873 ve městě Molėtai jako druhý ze tří dětí rodičům Jurgisi Matulionise a Oně Juočepytė. Roku 1877 mu zemřela matka a jeho otec se znovu oženil. Z otcova druhého manželství měl sedm nevlastních sourozenců.

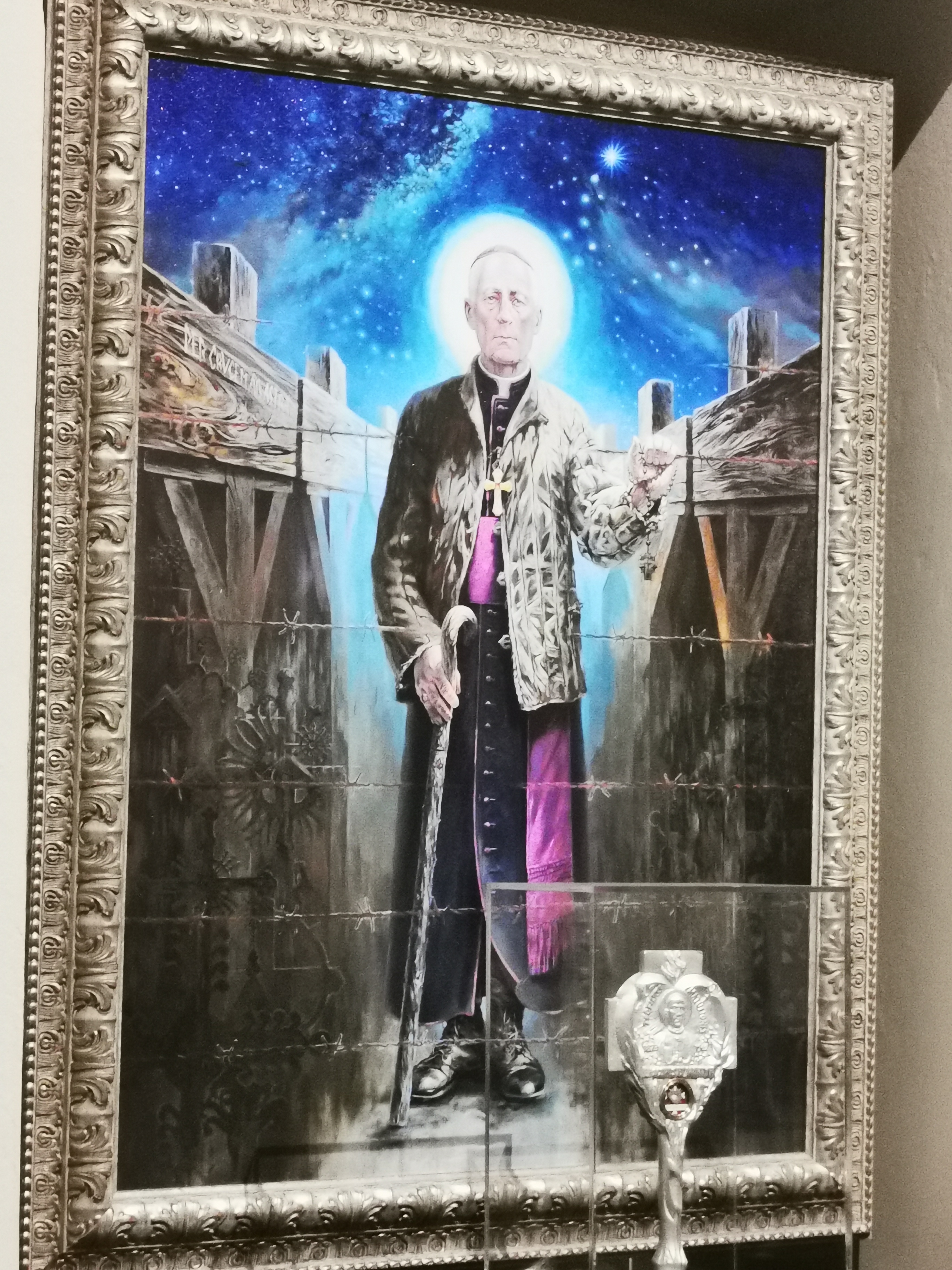
Obraz bl. Teofilia Matulionise (v popředí relikviář s jeho relikvií)

Nejprve studoval od roku 1887 v Antalieptė a poté, od roku 1892 v Daugpilis. Studoval ruštinu, lotyštinu a polštinu. Poté absolvoval studium teologie v Petrohradě, kde byl dne 17. března 1900 vysvěcen na kněze. Krátce sloužil jako kurát v několika lotyšských farnostech. Roku 1910 se vrátil do Petrohradu, kde byl katolicismus menšinovým náboženstvím. Vedl zde kampaň na výstavbu nového farního kostela. Později obdržel titul monsignore.
Roku 1922 byla komunistickou vládou nařízena konfiskace všech kostelů. Vládou byly od duchovních vyžadovány podpisy, jimiž by dávali souhlas s touto činností. Teofilius Matulionis svůj podpis odmítl, načež byl zatčen a mezi lety 1923–1925 vězněn. Tou dobou byl také nucen účastnit se těžkých prací v Arktidě, což poškodilo jeho zdraví.
Dne 8. prosince 1928 jej papež Pius XI. jmenoval pomocným biskupem arcidiecéze mohilevské a titulárním biskupem z Matrega. Biskupské svěcení přijal tajně z rukou biskupa Antona Maleckého dne 7. února 1929. Tentýž rok byl opět zatčen a poslán do gulagu na Solovecké ostrovy. Během svého věznění sloužil v noci tajné mše svaté a eucharistii podával spoluvězňům. Později byl kvůli špatnému zdraví převezen do věznice v Petrohradě, kde byl umisťován do samovazby. Roku 1933 byl po politické výměně vězňů propuštěn.
Mezi lety 1934–1936 žil v USA. Během té doby navštívil mimo jiné Káhiru a Jeruzalém. Roku 1934 se na soukromé audienci setkal s papežem Piem XI., který si jej velmi vážil. V Římě se také zúčastnil kanonizace Jana Bosca. Po návratu do Litvy působil ve městě Kaunas.
Dne 9. ledna 1943 jej papež Pius XII. jmenoval biskupem kaišiadoryské diecéze. Roku 1946 byl po zveřejnění pastýřského listu zatčen a odsouzen na 10 let vězení. Po propuštění roku 1956 mu bylo zakázáno vykonávat svůj úřad a byl držen v domácím vězení v Birštonas.

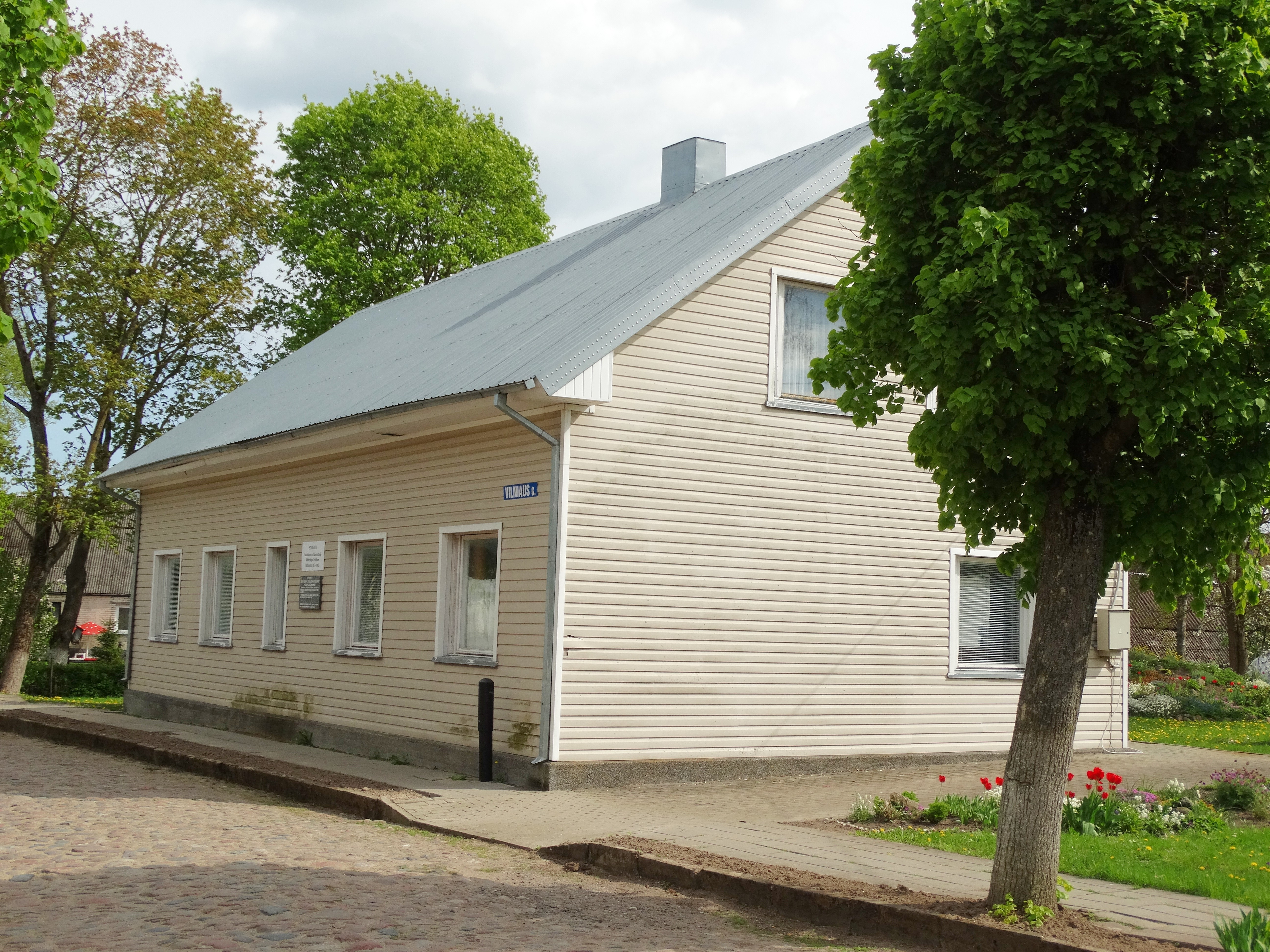
Dům ve městě Šeduva, ve kterém žil v letech 1958–1962

Dne 25. prosince 1957 vysvětil bez souhlasu komunistické vlády na biskupa pozdějšího kardinála Vincentase Sladkevičiuse. Za to byl vyhoštěn do města Šeduva, kde prožil zbytek svého života. Roku 1962 mu papež papež sv. Jan XXIII. udělil titul osobního arcibiskupa. Roku 1962 mu byla vládou odepřena možnost účasti na II. vatikánském koncilu, jehož zahájení se ovšem stejně nedožil.
Zemřel dne 20. srpna 1962 v Šeduvě. Stalo se tak nedlouho poté, co u něj proběhla kontrola KGB. Vláda povolila uložení jeho ostatků do diecézní katedrály pod podmínkou, že se nebude církev účastnit protivládních demonstrací. Roku 1999 byly jeho ostatky exhumovány a bylo potvrzeno, že byl otráven. Posmrtně mu bylo uděleno několik řádů a ocenění.

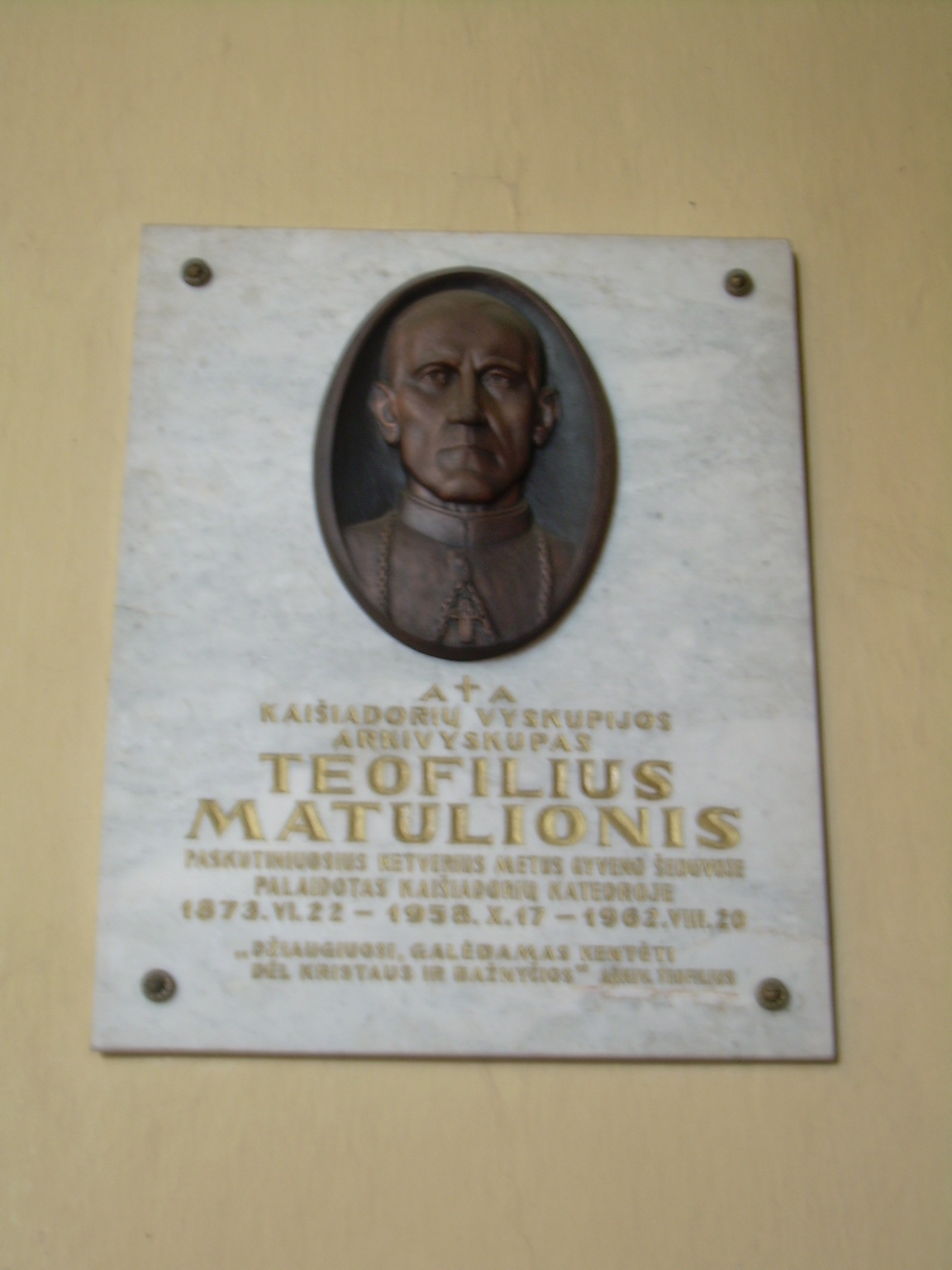
Pamětní deska v Seduvě

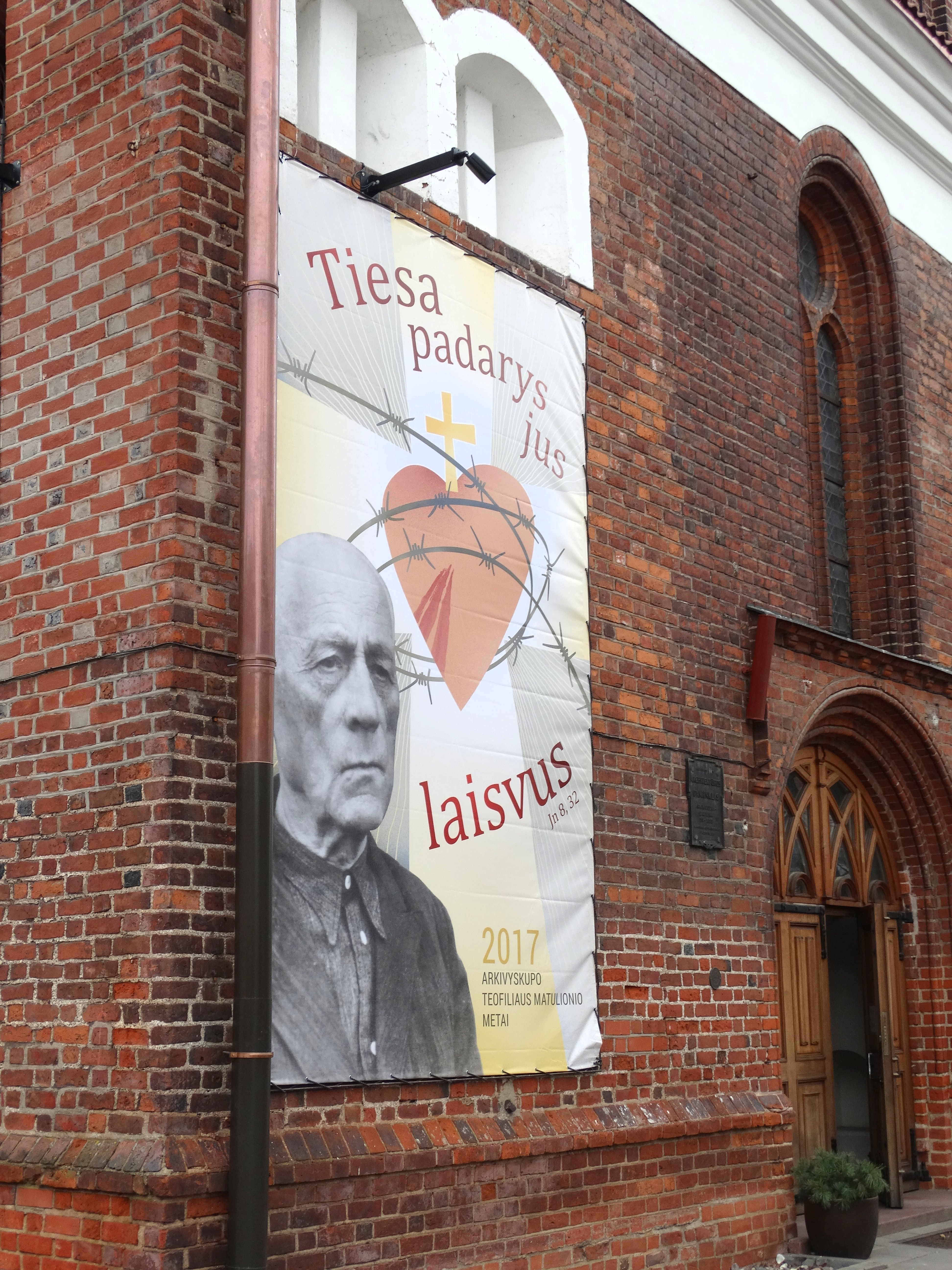
Plakát vystavený na katedrále sv. Petra a Pavla v Kaunasu v souvislosti s jeho blahořečením roku 2017

## Úcta
Jeho beatifikační proces započal dne 2. dubna 1990, čímž obdržel titul služebník Boží. Dne 1. prosince 2016 podepsal papež František dekret o jeho mučednictví.
Blahořečen pak byl dne 25. června 2017 ve Vilniusu. Obřadu předsedal jménem papeže Františka kardinál Angelo Amato.
Jeho památka je připomínána 14. června. Bývá zobrazován v biskupském oděvu. Je patronem pronásledovaných křesťanů a pedagogů.